# Gruppen Identitet og Demokrati
Gruppen Identitet og Demokrati (engelsk: Identity and Democracy, ID-gruppen) var den mest højreorienterede gruppe i Europa-Parlamentet. Parlamentsgruppen blev dannet den 13. juni 2019 og eksisterede indtil EU-Parlamentsvalget i 2024, hvorefter den stort set blev erstattet af den nye gruppe Patrioter for Europa.
ID-gruppen kan betragtes som en efterfølger for parlamentsgruppen Gruppen Nationernes og Frihedens Europa (EFN-gruppen), der eksisterede i 2015–2019. Størstedelen af ID-gruppen kom fra partialliancen ID-partiet. Et mindretal i gruppen var ikke tilknyttet noget europæisk parti.
Gruppen Identitet og Demokrati havde sin oprindelse i valgalliancen Europæiske alliance af folk og nationer, der blev dannet i foråret 2019.  Alliancens første møde i Milano den 8. april 2019 var indkaldt af den italienske indenrigsminster Matteo Salvini. I mødet deltog repræsentanter fra Lega (Italien), Dansk Folkeparti, Alternative für Deutschland og De Sande Finner.
Senere viste Det Østrigske Frihedsparti, Rassemblement National (Frankrig), det hollandske Frihedsparti, Vlaams Belang (Belgien), Estlands Konservative Folkeparti (estisk: Eesti Konservatiivne Rahvaerakond), EKRE, SME RODINA – Boris Kollár (Slovakiet), Svoboda a přímá demokracie (Tjekkiet) og  Wolja (Bulgarien) også interesse.
Ved gruppens registrering den 2. juli 2019 havde den 73 medlemmer.

## Medlemmer

### ID partialliancen
57 af parlamentsmedlemmerne kom fra ID partiet. De fordelte sig med 
- 3 medlemmer fra  Frihedspartiet i Østrig.
- 3 medlemmer fra det belgiske Vlaams Belang.
- 2 medlemmer fra det tjekkiske Svoboda a přímá demokracie (Frihed og Direkte Demokrati).
- 1 medlem fra Estlands Konservative Folkeparti.
- 20 medlemmer fra det franske Rassemblement National.
- 28 medlemmer fra den italienske Lega (tidligere:Lega Nord).

### Uden for partialliancerne
16 af parlamentsmedlemmerne stod udenfor de europæiske partialliancer. De fordelte sig med 
- 1 medlem fra Dansk Folkeparti.
- 2 medlemmer fra De Sande Finner.
- Jean-Paul Garraud, tidligere gaullist (UMP og Les Républicains), nu uafhængig i valgalliance med Rassemblement National.
- Thierry Mariani, viceminister for transport i Regeringen François Fillon III (2010–2012), tidligere gaullist (UMP og Les Républicains), senere uafhængig i valgalliance med Rassemblement National.
- 11 medlemmer fra Alternative für Deutschland.

## Læs også
- ID partiet, en partialliance
- Gruppen Nationernes og Frihedens Europa (EFN-gruppen), en tidligere gruppe i EU–Parlamentet